# The Forgotten Sons
 (juin 2021).
The Knights of the Lone Wolf, anciennement connus sous le nom de The Forgotten Sons, est une équipe de catcheurs jouant le rôle de heels (méchants) ayant évolué au sein de la World Wrestling Entertainment  (WWE) entre 2017 et 2021.
L'équipe était initialement composée de Wesley Blake, Jaxson Ryker et Steve Cutler. Ce trio a été actif de 2017 jusqu'en 2020, année durant laquelle Jaxson Ryker a été transféré à la division Raw, marquant la fin de la formation originale. En 2021, la WWE procède au renvoi de Wesley Blake et Steve Cutler, mettant ainsi un terme définitif à l'existence de l'équipe.
Tout au long de leur passage à la WWE, The Knights of the Lone Wolf se sont distingués par leur style agressif et leur positionnement en tant qu'antagonistes. Leur parcours a contribué à plusieurs intrigues au sein des programmes de la WWE, bien que leur carrière ait été interrompue par des changements de roster et des décisions administratives.

## Carrière

### World Wrestling Entertainment (2017-2021)

#### The Forgotten Sons (2017-2020)
Le 28 avril 2017, Wesley Blake et Steve Cutler commencent à faire équipe en live event de NXT en perdant contre Heavy Machinery. Le 26 octobre en live event de NXT, Chad Lail rejoint Blake et Cutler en perdant avec eux contre Johnny Gargano & Heavy Machinery.
Le 29 août à NXT, les trois hommes maintenant connus comme The Forgotten Sons font leurs débuts télévisé lors d'un segment en coulisses avec le manager général de NXT William Regal. La semaine suivante, Blake et Cutler battent The Street Profits à la suite d'une distraction de Shane Thorne. le 19 septembre à NXT, Ryker fit ses débuts dans le ring en battant Humberto Carrillo. Le 3 octobre à NXT, le trio bat Vinny Mixon, Cesar Rise & Torrey Kirsh.
Blake & Cutler representent le groupe lors du tournoi Dusty Rhodes Tag Team Classic 2019, ils battent Danny Burch et Oney Lorcan lors du premier tour et Moustache Mountain lors du deuxième tour avant de perdre en finale contre Aleister Black et Ricochet. Le 3 avril à NXT, Ryker bat Lorcan avant de battre Burch la semaine suivante. Le 24 avril à NXT, Ryker se fait disqualifier lors d'un match face à Carillo. Lorcan et Burch ont fait fuir les Forgotten Sons par la suite. Ce qui mena à un six-man tag team match la semaine suivante lors duquel les Forgotten Sons ont battu Burch, Lorcan et Carrillo.
Lors de NXT TakeOver: XXV, Cutler & Blake perdent lors d'un four-way ladder match face aux Street Profits, ce match impliquait aussi Lorcan & Burch et l'Undisputed Era et avait pour enjeu les championnats par équipe de la NXT. Cutler et Blake entrèrent dans le Dusty Rhodes Tag Team Classic (2020) mais furent éliminés au premier tour par IMPERIUM.
Le 10 avril 2020 à SmackDown, les Forgotten Sons firent leurs débuts dans le roster principal, Blake & Cutler battant la Lucha House Party (Gran Metalik et Lince Dorado). Le 1er mai à SmackDown, ils battent les champions par équipe de Smackdown, le New Day (Big E et Kofi Kingston). Ce qui mena à un four-way tag team match à Money in the Bank impliquant aussi la Lucha House Party, et John Morrison et The Miz pour les championnats par équipe de SmackDown, ce match fut remporté par le New Day,.
Peu après, le trio commença à se promouvoir comme de vrais patriotes américains, cependant ce gimmick fut abandonné à la suite d'un tweet de Ryker montrant son soutien au président des États-Unis Donald Trump, en plein mouvement Black Lives Matter ce qui mena à la mise à l'écart du clan, Ryker étant très mal vu en coulisses après ça.

#### The Knights of the Lone Wolf (2020-2021)
Le 4 décembre 2020 à SmackDown, Blake et Cutler font leur retour sans Ryker (confirmant la séparation du trio) en aidant King Corbin à battre Murphy. La semaine suivante, le duo se renomme en The Knights of the Lone Wolf. Le 25 décembre à SmackDown, Blake & Cutler participent au lumberjack match opposant Sami Zayn à Big E, le duo servant de bûcherons lors de ce match.
Le 4 février 2021, la WWE annonce le renvoi de Steve Cutler, séparant définitivement le duo, abandonnant par la même occasion une future rivalité entre la famille Mysterio et les Knights of the Lone Wolf & Baron Corbin. Le 15 avril 2021, la WWE annonce le renvoi de Wesley Blake.

## Membres
| Membres      | Arrivée         | Départ          |
| ------------ | --------------- | --------------- |
| Jaxson Ryker | 26 octobre 2017 | 4 décembre 2020 |
| Steve Cutler | 28 avril 2017   | 4 février 2021  |
| Wesley Blake | 28 avril 2017   | 4 février 2021  |